# Dyadyushkina kvartira

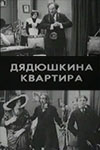
Poster of film

Dyadyushkina kvartira é um filme de drama russo de 1913 dirigido por Pyotr Chardynin.

## Enredo
O filme contará a história de um homem chamado Koko, que decide alugar os quartos do apartamento de seu tio, e como resultado, no mesmo apartamento, pessoas absolutamente diferentes acabam sendo.

## Elenco
- Dora Citorena
- Andrey Gromov
- Aleksandr Kheruvimov
- Ivan Mozzhukhin
- V. Niglov
- Lidiya Tridenskaya